# Westland Lysander
Westland Lysander – brytyjski samolot współpracy z armią, zaprojektowany i zbudowany w 1936 roku w wytwórni Westland Aircraft Limited.

## Historia

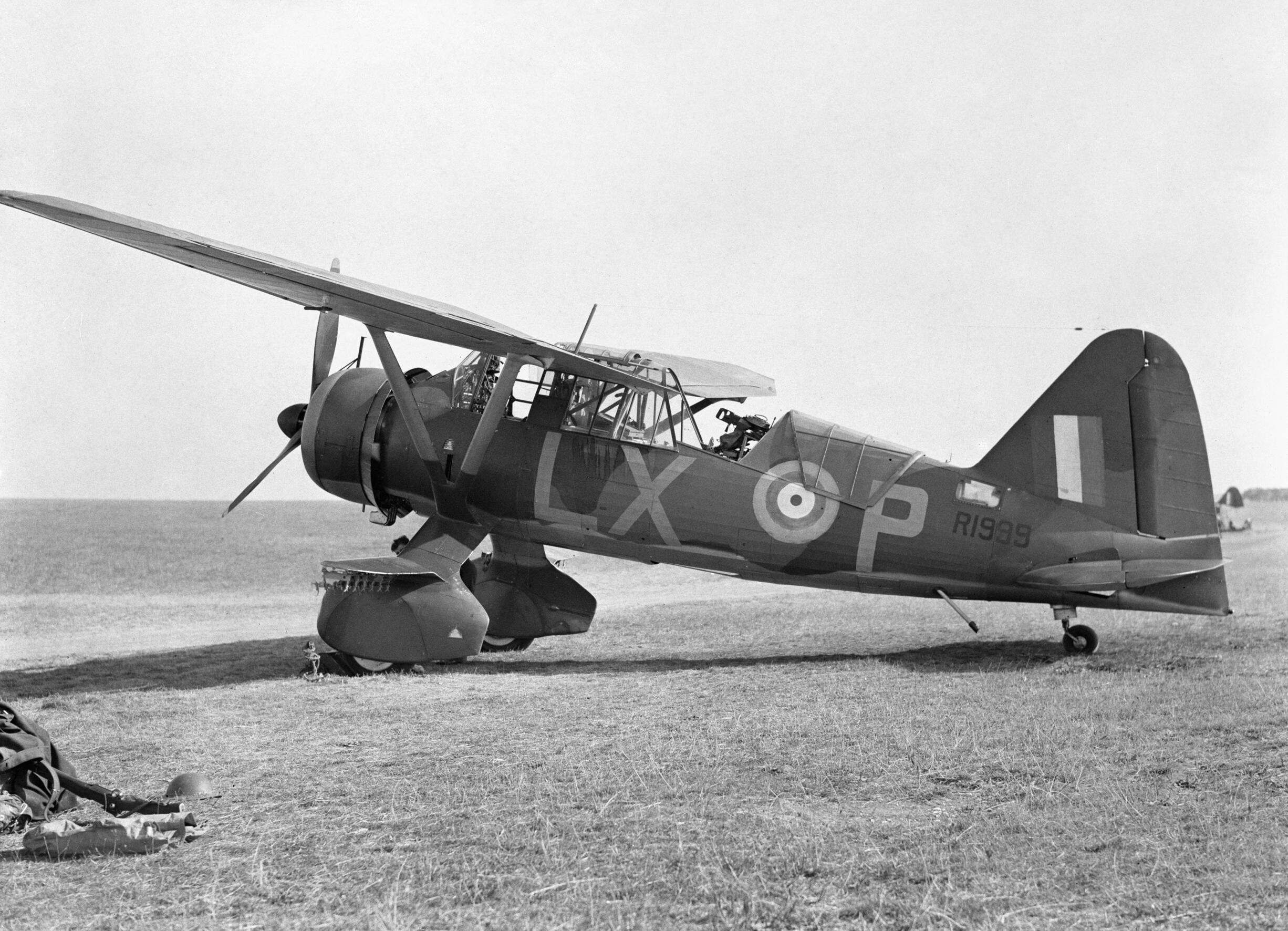
Westland Lysander Mk. II z 225 Dywizjonu RAF, 1940 r.

W 1934 roku w brytyjskiej firmie lotniczej Westland Aircraft Limited opracowano projekt samolotu współpracy z armią lądową służący do rozpoznawania, korygowania ognia artylerii i atakowania celów naziemnych. Projekt powstał pod kierunkiem inż. W. E. Pettera. Pierwszy prototyp został oblatany 15 czerwca 1936 roku. Drugi prototyp, przystosowany do prób w warunkach tropikalnych, zbudowano w grudniu 1936 roku, a na początku 1937 roku wysłano go do Indii, w celu przeprowadzenia prób.
Prototyp oznaczono jako Westland Lysander Mk I skierowany do produkcji seryjnej na początku 1937 roku. W następnych latach wytwarzano następne wersje tego samolotu różniące się między sobą w zasadzie tylko rodzajem silnika. Samolot ten spełniał warunki samolotów krótkiego startu i lądowania (STOL).
Wersje produkowane seryjne samolotu Westland Lysander:
- Mk I – wersja podstawowa z silnikiem Bristol Mercury XII o mocy 890 KM (655 kW)
- Mk II – wersja z silnikiem Bristol Perseus XII o mocy 905 KM (666 kW)
- Mk III – wersja z silnikiem Bristol Mercury XX o mocy 870 KM (640 kW)
- Mk IIIA – wersja z silnikiem Bristol Mercury XXX o mocy 870 KM (640 kW)
- TT Mk IIIA – wersja wersji Mk IIIA przystosowana do holowania celów powietrznych

Produkcja samolotów Westland Lysander trwała do stycznia 1942 roku i w okresie 1937 – 1942 wyprodukowano łącznie 1425 samolotów tego typu wszystkich wersji.

## Użycie w lotnictwie

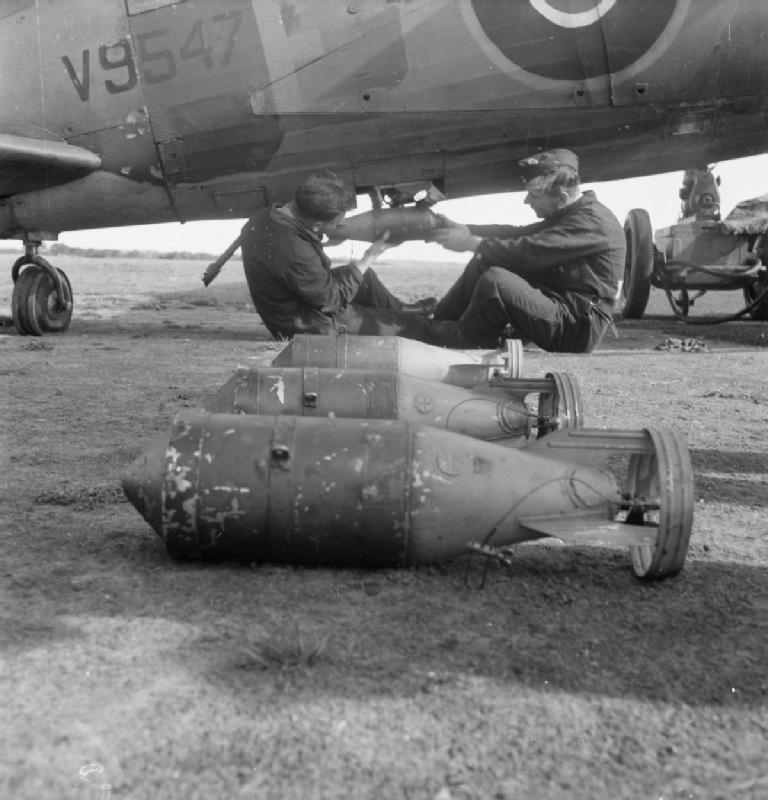
Zawieszanie bomb pod samolotem Westland Lysander Mark IIIA z 277 Dywizjonu RAF

Pierwsze seryjne samoloty Westland Lysander jako pierwszy otrzymał 16 dywizjon RAF.
Jesienią 1939 roku 6 dywizjonów Royal Air Force wyposażonych w samoloty Westland Lysander przerzucono do Francji do współpracy z Brytyjskim Korpusem Ekspedycyjnym. W 1940 roku po rozpoczęciu przez Niemców inwazji na Francję okazało się, że samoloty Lysander przy dużej przewadze Luftwaffe w powietrzu są nieprzydatne w bezpośrednich działaniach bojowych, jak rozpoznanie oraz atakowanie pierwszej linii wroga. W czasie działań poniosły ciężkie straty.
W związku z doświadczeniami z Francji, samoloty Lysandery zostały wycofane z działań bojowych i pełniły tylko funkcje pomocnicze, służyły do ratowania zestrzelonych u brzegów Anglii lotników (ich lokalizowania i zrzucania nadmuchiwanych pontonów dinghy przenoszonych pod skrzydełkami), rzadziej do rozpoznania. Od 1943 roku służyły już wyłącznie do szkolnictwa (holowania celów).
Od połowy 1941 roku Lysandery z dodatkowymi podkadłubowymi zbiornikami paliwa, używane były do służby specjalnej – współpracy z ruchem oporu w okupowanej Francji. W takim charakterze używały ich dwa dywizjony RAF: 138 i 161. Dzięki właściwościom krótkiego startu i lądowania, w specjalnym czarnym malowaniu, lądowały one nocami na przygotowanych lądowiskach i służyły do przerzutu ludzi, w tym agentów SOE. Maksymalnie w wariancie przeciążonym można było zabrać w kabinie strzelca 4 pasażerów, normalnie 2-3. Samoloty te były nieuzbrojone dla zmniejszenia masy. Ogółem przerzucono do Francji między sierpniem 1941 a końcem 1944 roku 293 osoby i zabrano z powrotem 500. Na ponad 400 misji, część samolotów została zestrzelona.
Samoloty Westland Lysander podczas II wojny światowej uczestniczyły również w działaniach bojowych w Grecji, Egipcie, Palestynie, w Indiach i Birmie.

### Użycie w lotnictwie polskim
Samoloty Westland Lysander Mk III otrzymał zorganizowany w październiku 1940 roku polski 309 dywizjon współpracy z Armią, a w czerwcu 1942 roku otrzymał on wersję Mk IIIA. Do lipca 1942 roku samoloty te były używane do szkolenia w wykonywaniu różnych zadań we współpracy z 1 Polskim Korpusem w Szkocji. Ponieważ doświadczenia pierwszych lat II wojny światowej wykazały, że samolot ten nie nadaje się do współpracy z jednostkami lądowymi, polski dywizjon nie wykonywał na nich zadań bojowych.

## Opis konstrukcji
Samolot Westland Lysander Mk IIIA był dwumiejscowym samolotem współpracy z armią lądową, górnopłatem o konstrukcji całkowicie metalowej. Kabiny – zakryte. Podwozie klasyczne – stałe, o szerokim rozstawie kół (2,97 m) starannie oprofilowane. Napęd: 1 silnik gwiazdowy, śmigło metalowe trójłopatowe.
Uzbrojenie:
- 2 karabiny maszynowe Browning kal. 7,69 mm – stałe w owiewkach kół podwozia
- 2 sprzężone karabiny maszynowe Lewis kal. 7,69 mm – ruchome w tylnej kabinie
- 16 bomb po 10 kg każda na 2 wysięgnikach przytwierdzonych do goleni podwozia albo 3 bomby o łącznej masie 226 kg na zaczepach pod kadłubem